# Umbonia signoreti
Umbonia signoreti är en insektsart som beskrevs av Leon Fairmaire. Umbonia signoreti ingår i släktet Umbonia och familjen hornstritar. Inga underarter finns listade i Catalogue of Life.